# Birjusinsk
Birjusinsk (rusky Бирюси́нск) je město v Irkutské oblasti v Ruské federaci. Při sčítání lidu v roce 2010 měl bezmála devět tisíc obyvatel.

## Poloha a doprava
Birjusinsk leží v severním předhůří Východního Sajanu na jihovýchodním břehu Birjusy,  zdrojnice Tasajevy v povodí Jeniseje. Od Irkutsku, správního střediska oblasti, je vzdálen přibližně 680 kilometrů severozápadně.
Ze místně správního hlediska patří Birjusinsk do Tajšetského rajónu. Od Tajšetu je přitom vzdálen přibližně deset kilometrů severozápadně.
Severně od města prochází Transsibiřská magistrála, přičemž místní stanice je na 4503. kilometru od Moskvy. Stanice v blízkém Tajšetu je významným železničním uzlem a kromě Bajkalsko-amurské magistrály dál na východ odtud vede také trať na jihozápad do Sajanského, která prochází jižně od Birjusinsku a je zde na ní stanice Tagul.
Přibližně pět kilometrů severovýchodně od města vede dálnice R255 z Irkutsku do Novosibirsku, která zde překonává Birjusu.

## Dějiny
V roce 1897 zde byla postavena vlečka jménem Sujeticha (Суетиха). U ní vznikla do roku 1899 malá osada. V roce 1967 došlo k povýšení na město a přejmenování na Birjusinsk.

## Průmysl
Je zde hydrolýzový závod vyrábějící methanol, furfural a lahůdkové droždí.